# St John's College (Cambridge)
Il St John's College (nome completo: The College of St John the Evangelist of the University of Cambridge – Collegio di San Giovanni evangelista presso l'Università di Cambridge) è uno dei collegi costituenti l'Università di Cambridge, oltre che uno dei collegi più ricchi all'interno dell'università, il più ricco in assoluto in termini di finanziamenti disponibili per ogni studente.

## Storia
Fondato da Margaret Beaufort, ammette sia uomini sia donne ed è anche uno dei collegi più grandi, con un numero totale di studenti di poco sotto al migliaio: occupa una vasta area che si estende su entrambi i lati del fiume Cam.

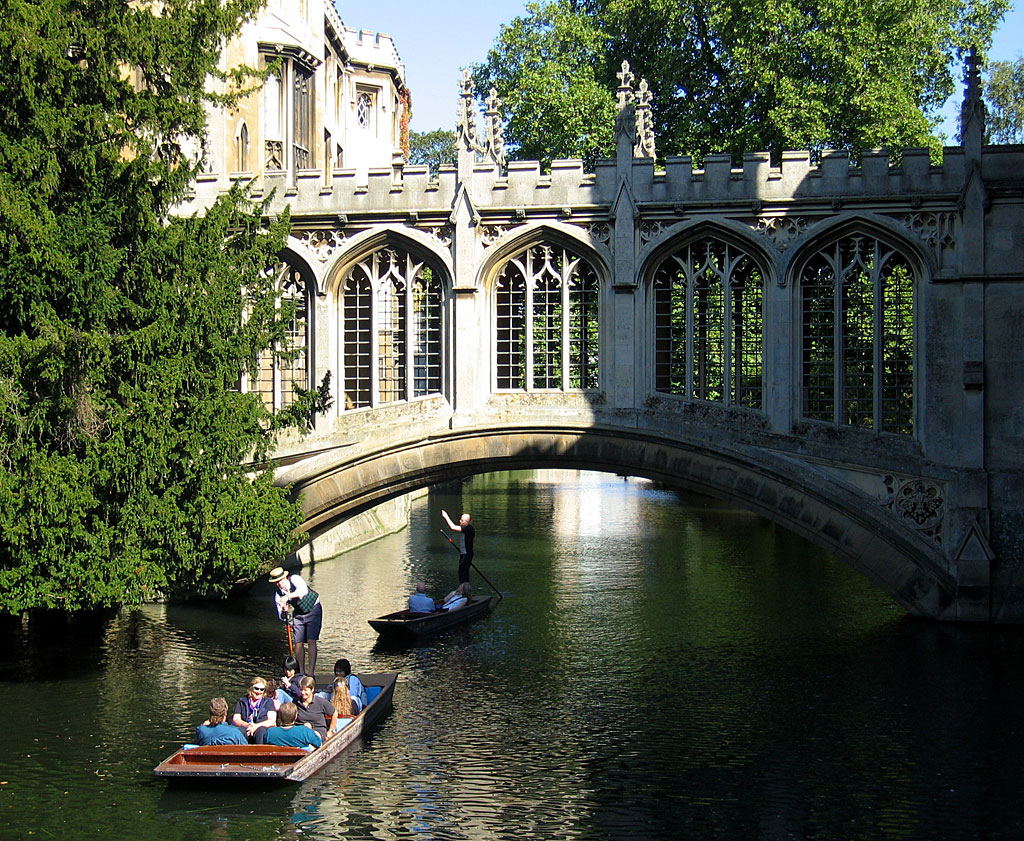
Il Bridge of Sighs, ponte dei sospiri, che collega i due lati del collegio